# Regeringen Löfven III
Regeringen Löfven III var den svenske regering fra den 9. juli til 30. november 2021. Den ledtes af statsminister Stefan Löfven. Regeringen efterfulgte Regeringen Löfven II.
Regeringen var en koalitionsregering og en mindretalsregering bestående af Socialdemokraterne og Miljöpartiet hvor Socialdemokraterne har 17 og Miljøpartiet 5 ministerposter. Regeringsleder er Socialdemokratiets partileder Stefan Löfven. Den 10. november 2021 bad statsminister Stefan Löfven Riksdagens formand om at blive afskediget som statsminister hvorfor regeringen anset for at være trådt tilbage og dermed blevet et forretningsministerium. Efter en afstemning i Riksdagen 24. november 2021 som godkendte Magdalena Andersson som ny statsminister, forventedes at regeringen Löfven III at ville træde tilbage den 26. november 2021, hvor der var planlagt en regeringserklæring, underretning fra statsministeren og et skiftekonselj. Imidlertid trak Miljöpartiet sig fra regeringen Andersson før den nåede at blive indsat, så regeringsskiftet skete først 30. november efter en ny godkendelse i Riksdagen af en etparti-regering den 29. november 2021.